# فرودگاه پاکوبا
 فرودگاه پاکوبا (به انگلیسی: Pakuba Airport) یک فرودگاه همگانی با کد یاتا PAF است . این فرودگاه در کشور اوگاندا قرار دارد .